# Andrew Cyrille
Andrew Charles Cyrille (født 10. november 1939 i Brooklyn, New York) er en amerikansk avantgarde jazztrommeslager.
Cyrille er nok mest kendt for sit samarbejde med freejazz pianisten Cecil Taylor. Han regnes for en af freejazz trommespillets anførere sammen med Milford Graves, Sunny Murray, Rashied Ali og Paul Motian. Han har ligeledes indspillet plader i sit eget navn. 

## Diskografi
- Andrew Cyrille – What About (solo trommer)
- Andrew Cyrille & Milford Graves – Dialogue Of The Drums (duo)
- Andrew Cyrille – Metamusician´s Stomp
- Andrew Cyrille – The Loop
- Andrew Cyrille, Jimmy Lyons & Jeanne Lee – Nuba
- Andrew Cyrille – Junction
- Andrew Cyrille – Celebration
- Andrew Cyrille – Special People
- Andrew Cyrille – The Navigator
- Andrew cyrille & Jimmy Lyons – something In Return (duo)
- Andrew Cyrille & Jimmy Lyons – Burnt Offering (duo)
- Andrew Cyrille – Galaxies
- Andrew Cyrille – My friend Louis
- Andrew Cyrille – Good To Go :(Tribute to Bu)